# Carl Jonas Love Almqvist
Carl Jonas Love Almqvist (n. Estocolmo, Suécia, 28 de novembro de 1793 - m. Bremen, Alemanha, 26 de setembro de 1866) foi um escritor, professor, pastor e compositor sueco.

## Biografia
Ele estudou na Universidade de Uppsala e depois trabalhou como escriturário em Estocolmo. Em 1823, ele desistiu do cargo e, no outono do ano seguinte, mudou-se para Adolfsfors-Köla, no norte de Värmland, onde ele e alguns amigos, inspirados por Jean-Jacques Rousseau, pretendiam viver um idílio rural. Foi lá em 1824 que ele se casou com Anna Maria Andersdotter Lundström (1799-1868) e teve dois filhos. Em 1828, tornou-se professor na escola experimental Nya Elementar em Estocolmo, onde foi reitor de 1829 a 1841. Almqvist foi ordenado pastor em 1837, mas não conseguiu encontrar trabalho, e depois de publicar Det går anem 1839 desistiu totalmente dessa carreira; sustentando-se trabalhando para vários jornais (incluindo Aftonbladet e Jönköpingsbladet).
Em junho de 1851, Almqvist fugiu da Suécia sob suspeita de fraude e tentativas de envenenamento contra um velho usurário chamado Johan Jacob von Scheven, a quem devia 18 000 riksdaler. Ele chegou aos Estados Unidos no final de agosto e viajou amplamente com o nome de Lewis Gustawi. Na Filadélfia, no terceiro aniversário de sua partida de Estocolmo, ele casou-se com a proprietária de uma casa de hospedegem de 69 anos, Emma Nugent. Em 1865, Almqvist tentou voltar para a Suécia, mas só foi até Bremen, onde morreu.

## Seus trabalho
Ele escreveu muitos livros e poemas. Foi um escritor muito versátil e multi-facetado, com textos românticos e textos realistas, interessado pelo radicalismo social e pela mística religiosa. As sua ideias radicais entraram em conflito com a sociedade da épocaː 
- No seu ensaio ”Om brottsliges behandling” (1821), Carl Jonas Almqvist defende que o criminoso é um doente que deve ser tratado e não castigado;
- E no seu pequeno romance ”Det går an” (1839), insurge-se contra o casamento e defende o direito da mulher à maioridade e ao trabalho;[2][7]
- Em seu romance Drottningens juvelsmycke, o personagem principal, Tintomara, não é nem homem nem mulher, e estimula homens e mulheres a se apaixonarem;
- E em seu romance Det går an, uma mulher vive com um homem sem ser casada com ele. Esses livros levaram a igreja e o estado a condená-lo e chamá-lo de revolucionário perigoso. No entanto, ele ainda manteve influência com seus escritos e é considerado um dos mais importantes reformadores sociais suecos do século XIX.[5][6]

## Algumas obras
- Törnrosens bok (1833–51), coletânea temática de novelas, dramas e ensaios
- Amorina (1822, rev. 1839), romance dramático
- Drottningens juvelsmycke (1834), romance
- Det går an (1839), romance
- Songes (1849), poemas